# Cochem
Cochem est le chef-lieu et la plus grande ville de l'arrondissement de Cochem-Zell du Land de Rhénanie-Palatinat, en Allemagne.

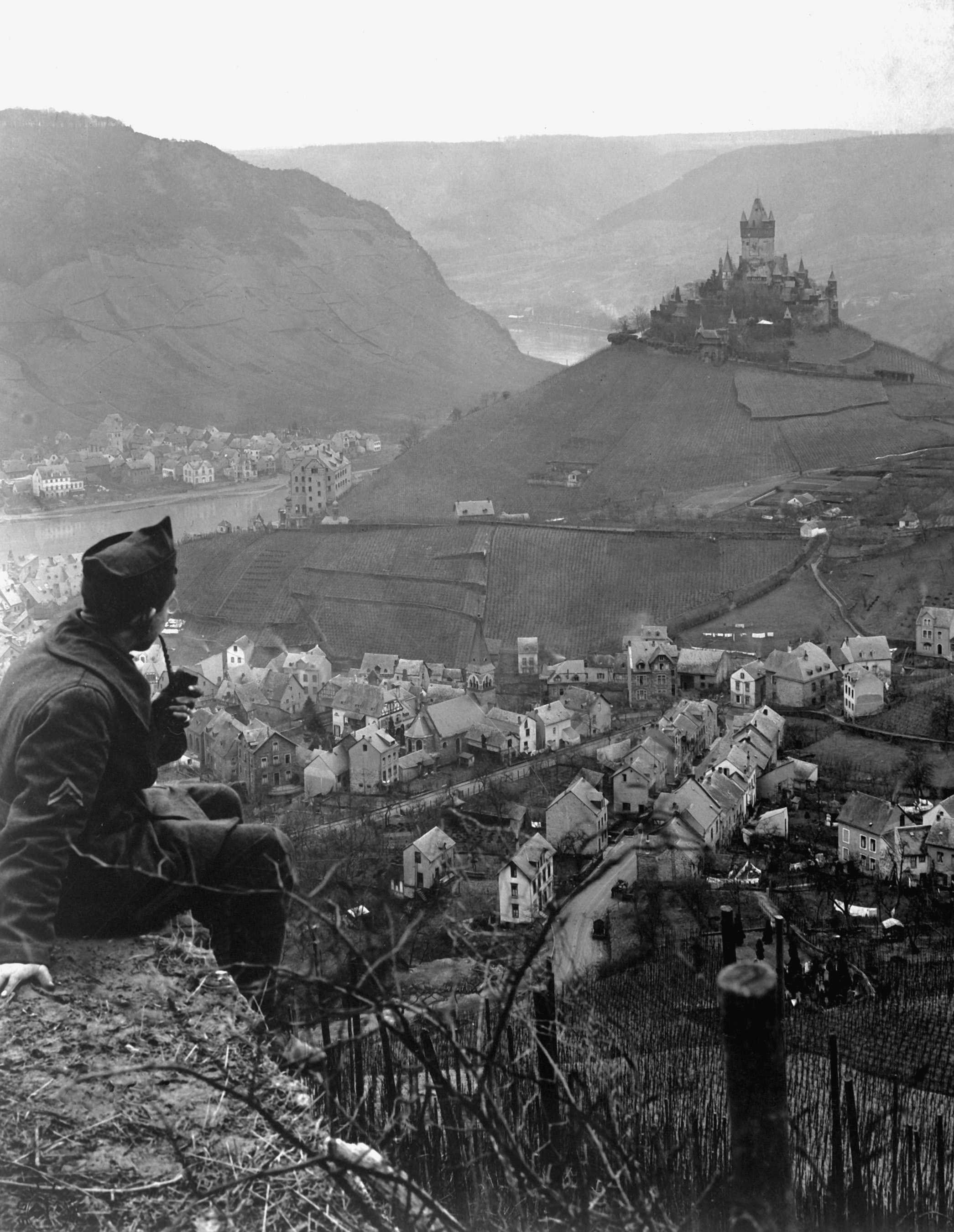
Cochem, le 9 janvier 1919.
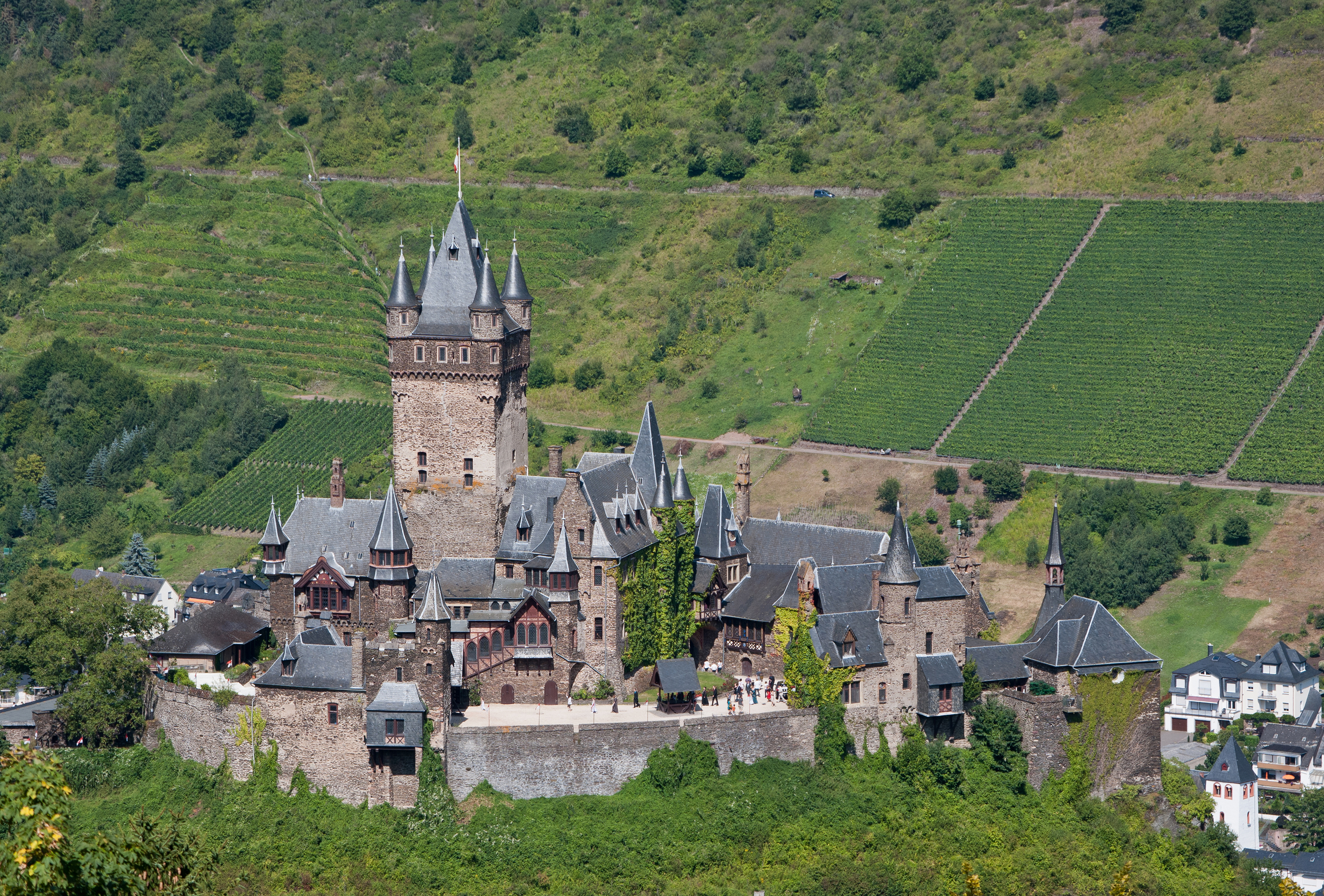
Le chateau impérial vu du sud-ouest. Août 2012.

## Histoire
Cochem est déjà habité au temps des Celtes et de l’Empire romain. En 886, un document le mentionne sous le nom de Villa cuchema.
Son nom se retrouve sous plusieurs variantes : Cuhckeme et Chuckeme en 893, Cochemo en 1051, Chuchumo en 1056, Kuchema en 1130, Cuchemo en 1136, Cocheme en 1144, ensuite Cuchme, et au XVIIIe siècle Cochheim ou Cocheim.
Elle est cédée à la principauté archiépiscopale de Trèves par le roi Adolphe de Nassau en 1294, et restera dans l’électorat de Trèves jusqu’en 1794 lorsqu’il passe sous occupation française.
En 1815, Cochem devient un territoire du royaume de Prusse à la suite du congrès de Vienne.
Au cours de la Seconde Guerre mondiale, un camp de concentration annexe au camp de Natzweiler est construit. 13 000 prisonniers y sont soumis au travail forcé dans des conditions brutales, notamment pour la marque Bosch qui participe à l'effort de guerre allemand.

## Géographie
La ville est située dans un site remarquable, caractérisé par un château, le reichsburg Cochem qui couronne une butte plantée de vignes au bord de la Moselle.
C'est une étape très fréquentée dans la vallée de la Moselle et un centre viticole important du terroir Moselle-Sarre-Ruwer.

## Quartiers
- Centre-ville
- Quartier Cond
- Quartier Sehl
- Quartier Brauheck

## Jumelages
- Moritzburg (Allemagne)
- Avallon (France) depuis 1966
- Malmedy (Belgique) depuis 1975

## Personnalités
- Hermann Joseph Vell (1894-1965), religieux né à Cochem.
- Willi Kalmes (1899-1963), entrepreneur, récipiendaire de l'ordre du Mérite de la République fédérale d'Allemagne.

## À voir
- Le château Reichsburg
- L'hôtel de ville
- La porte de la ville Balduinstor
- L'église St. Martin
- Les maisons à colombage dans le centre historique
- La promenade le long de la Moselle

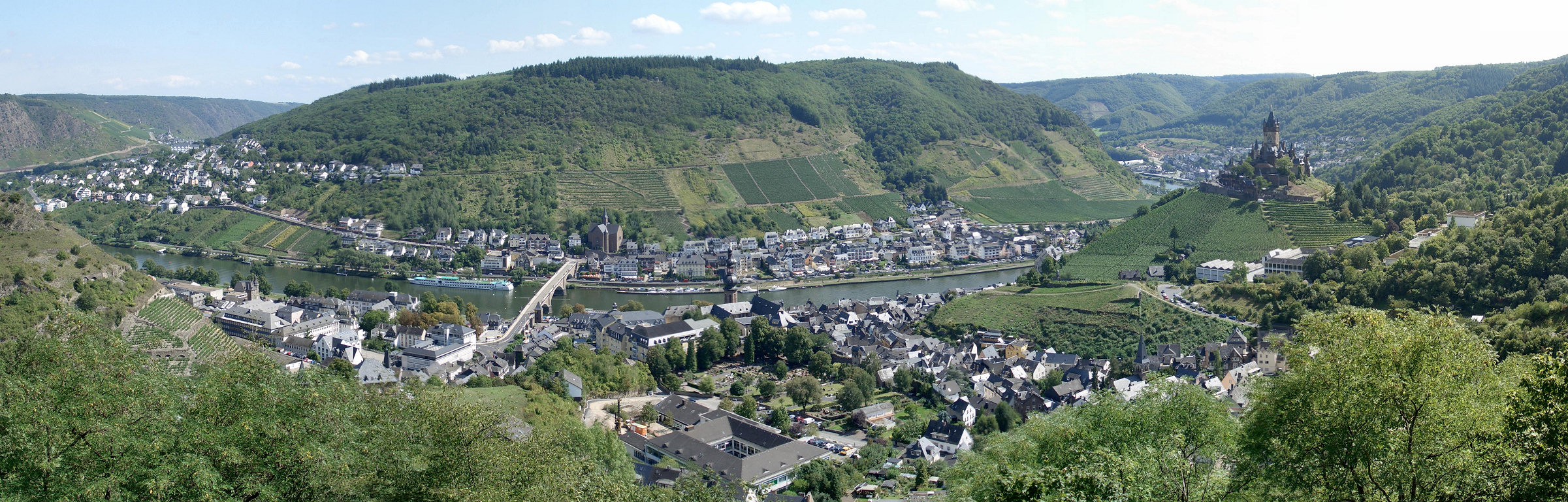
Cochem et le Reichsburg Cochem à droite.

- Le Bundesbank bunker (en), musée